# Анвар Ель-Газі
Анвар Ель-Газі (нід. Anwar El Ghazi; нар. 3 травня 1995, Барендрехт) — нідерландський футболіст марокканського походження, фланговий півзахисник клубу ПСВ.

## Клубна кар'єра
Народився 3 травня 1995 року в місті Барендрехт. Вихованець місцевої футбольної школи «БВВ Барендрехт» та юнацьких команд футбольних клубів «Феєнорд», «Спарта» та «Аякс».
У дорослому футболі дебютував 2014 року виступами за команду клубу «Аякс», кольори якої захищає й донині. Попри молодий вік відразу став стабільно виходити на поле в іграх головної команди клубу.
У січні 2017 року перейшов за 7 мільйонів євро до французького «Лілля», уклавши контракт на 4,5 роки.
У сезоні 2018/19 виступав на правах оренди за «Астон Віллу», а з літа 2019 приєднався до клубу на постійній основі, підписавши чотирирічний контракт.
В кінці вересня 2023 року підписав річний контракт з клубом німецької Бундесліги "Майнц" 05. 18 жовтня німецький клуб розірвав з Ель-Газі контракт після сторіс в Інстаграм, в якій Анвар підтримав Палестину в війні проти Ізраїлю.

## Виступи за збірні
2011 року дебютував у складі юнацької збірної Нідерландів, взяв участь у 5 іграх на юнацькому рівні, відзначившись 2 забитими голами.
З 2014 року залучається до складу молодіжної збірної Нідерландів. На молодіжному рівні зіграв у 11 офіційних матчах, забив 3 голи.

## Титули і досягнення
- Володар Кубка Нідерландів (1):

ПСВ: 2022-23
- Володар Суперкубка Нідерландів (1):

ПСВ: 2023